# 임도현
임도현(林到炫, 1985년 9월 6일 ~ )은 KBO 리그 전 고양 원더스의 외야수이다.

## 출신학교
- 내발산초등학교
- 신월중학교
- 경동고등학교
- 원광대학교

## LG트윈스 시절
대부분의 선수 생활을 2군에서 보내다가 2010 시즌 후 공익근무요원으로 군 복무를 마치고 복귀했다. 2009년 9월 26일 잠실 넥센전 이후 1,336일 만에 처음으로 1군에 콜업되어 경기에 출장하였으나, 7회 2사 후 SK 한동민의 평범한 외야 플라이 타구를 놓치면서 바로 교체되었고, 다음날 1군 엔트리에서 말소되었다. 이후에는 1군에 올라오지 못했다. 2013년 11월 29일 보류선수 명단에서도 제외되면서 LG 트윈스와 결별하게 되었다. 현재는 인천고 코치로 지도자 생활을 이어가고 있다.

## 통산기록
| 년도 | 팀   | 타율 | 경기수 | 타수 | 안타 | 2루타 | 3루타 | 홈런 | 타점 | 득점 | 도루 | 도루실패 | 4사구 | 삼진 | 병살타 | 희생타 | 장타율 |
| ---- | ---- | ---- | ------ | ---- | ---- | ----- | ----- | ---- | ---- | ---- | ---- | -------- | ----- | ---- | ------ | ------ | ------ |
| 2008 | LG   | .333 | 15     | 6    | 2    | 1     | 0     | 0    | 0    | 4    | 0    | 0        | 1     | 2    | 0      | 0      | .500   |
| 2009 | LG   | .111 | 15     | 9    | 1    | 0     | 0     | 0    | 0    | 1    | 1    | 1        | 1     | 5    | 0      | 1      | .111   |
| 2014 | 고양 | .211 | 3      | 6    | 5    | 1     | 4     | 3    | 5    | 3    | 7    | 0        | 4     | 2    | 4      | 1      | .368   |
| 통산 | -    | .200 | 33     | 21   | 8    | 2     | 4     | 5    | 3    | 12   | 1    | 5        | 4     | 11   | 4      | 2      | .267   |

## 관련동영상
http://www.ytn.co.kr/_ln/0107_200809242254065729 - YTN